# Nguyệt thực tháng 11, 2021
Nguyệt thực một phần đã diễn ra vào ngày 19 tháng 11 năm 2021. Các nguyệt thực sẽ xảy ra trên một micromoon. Đây sẽ là nguyệt thực một phần dài nhất kể từ năm 1440, và dài nhất cho đến năm 2669; tuy nhiên, nhiều nguyệt thực, bao gồm nguyệt thực vào tháng 11 năm 2022 sắp tới sẽ có khoảng thời gian tiếp xúc với mặt phẳng lâu hơn vào khoảng 3 giờ 40 phút tới. Nhật thực này có một giai đoạn dài một phần chủ yếu vì nó là một phần hoàn toàn. Bất kỳ nguyệt thực toàn phần nào đều bao gồm khoảng thời gian có độ phân biệt lớn hơn 97% như điểm nguyệt thực cực đại của chu kỳ này. Không giống như nhật thực toàn phần, thời gian kéo dài không được các nhà quan sát quan tâm.

## Vị trí
Tương tự nguyệt thực tháng 5 năm nay, ở phía Bắc và Tây Âu và các phần cực tây của châu Phi, các giai đoạn đầu tiên của nguyệt thực sẽ có thể nhìn thấy khi mặt trăng lặn xuống dưới đường chân trời vào sáng thứ Sáu, ngày 19 tháng 11 năm 2021. Toàn bộ nguyệt thực sẽ có thể nhìn thấy ở phía Bắc và Nam Mỹ sau nửa đêm ngày Thứ Sáu, với sự kiện bắt đầu vào những giờ muộn nhất của đêm Thứ Năm trên các vùng của Alaska và Hawaii. Toàn bộ nguyệt thực, từ bên này đến bóng của Trái Đất, sẽ xảy ra với mặt trăng có thể nhìn thấy phía trên đường chân trời ở gần như toàn bộ Bắc Mỹ.
Ở Đông Bán Cầu, khi mặt trăng bị che khuất một phần bắt đầu mọc vào lúc hoàng hôn, nguyệt thực sẽ có thể nhìn thấy trên Thái Bình Dương, Australia và phần lớn châu Á. Tại những nơi ở vĩ độ cực bắc và các khu vực ở phía bắc và phía đông nước Nga, chẳng hạn như Kamchatka, mặt trăng sẽ có thể nhìn thấy vào thời điểm nguyệt thực bắt đầu vào thứ Sáu. Sẽ có rất ít hoặc không có khả năng hiển thị đối với hầu hết châu Phi, Đông Âu và các phần phía tây hoặc phía Nam của châu Á, bao gồm cả Trung Đông và phần lớn tiểu lục địa Ấn Độ.
|                           |
| Bản đồ khả năng hiển thị. |

## Hình ảnh

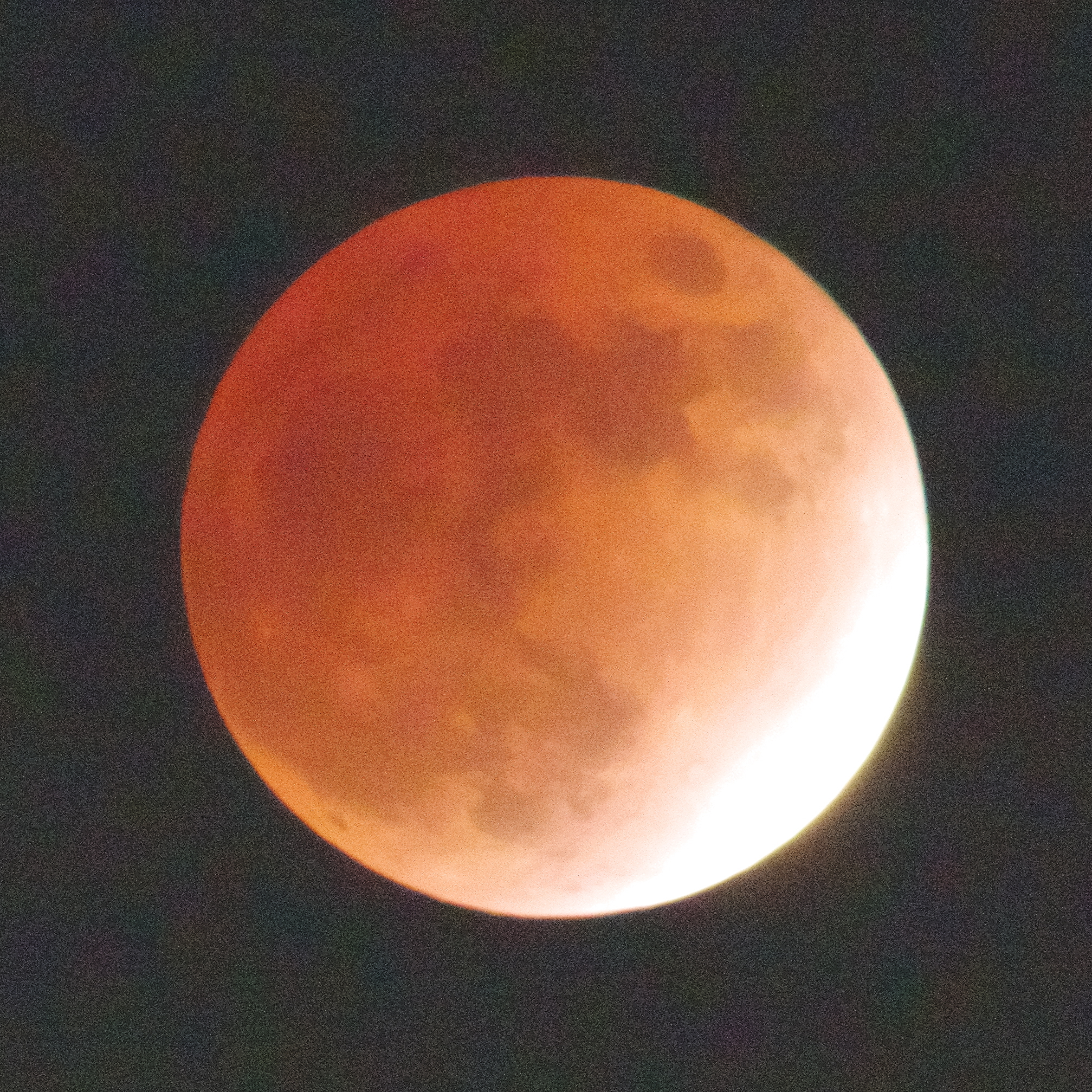
Nara City, Nhật Bản, 8:51 UTC (15:51 ICT)
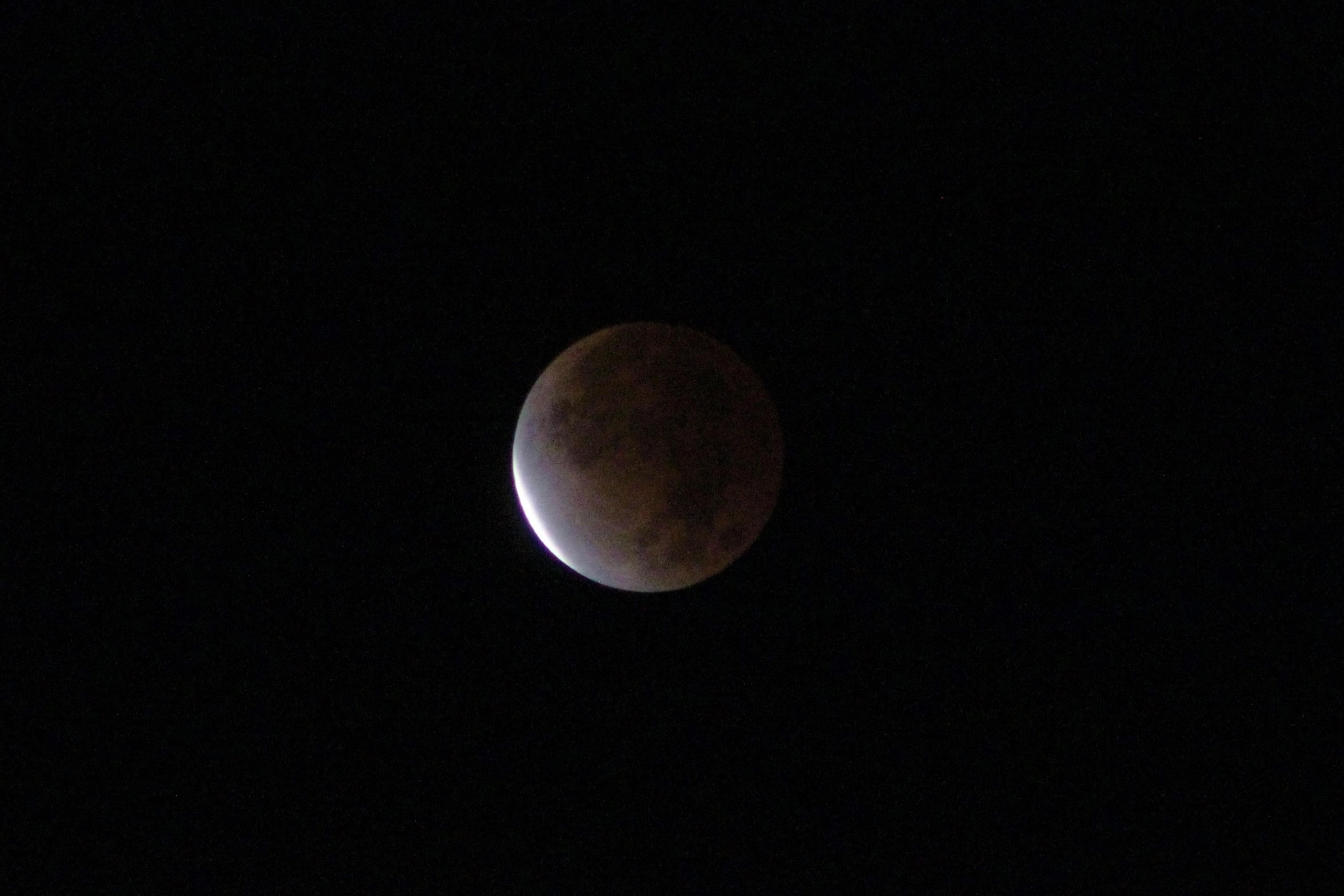
Toronto, Ontario, 8:53 UTC (15:53 ICT)
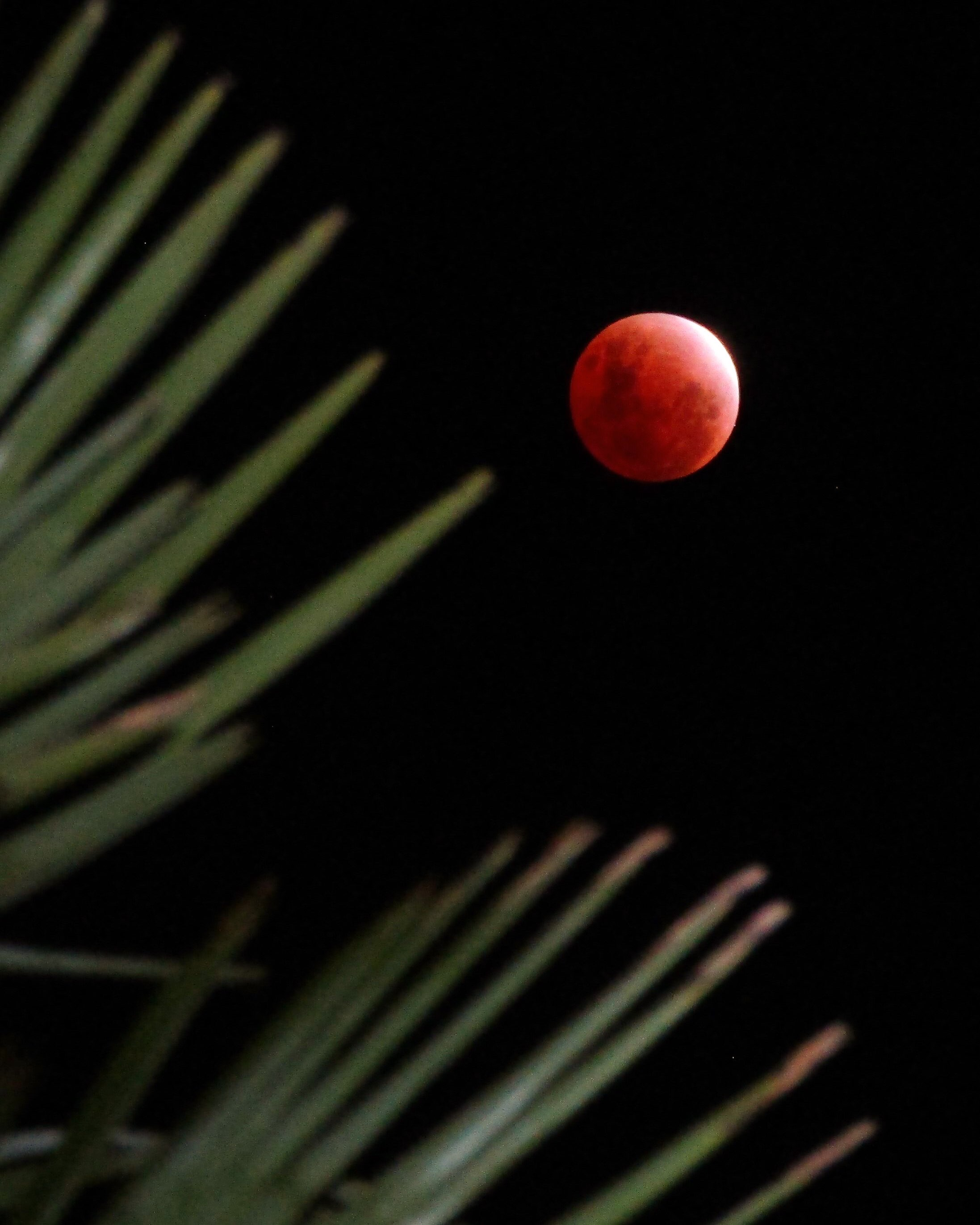
New Plymouth, New Zealand, 9:03 UTC (16:03 ICT)
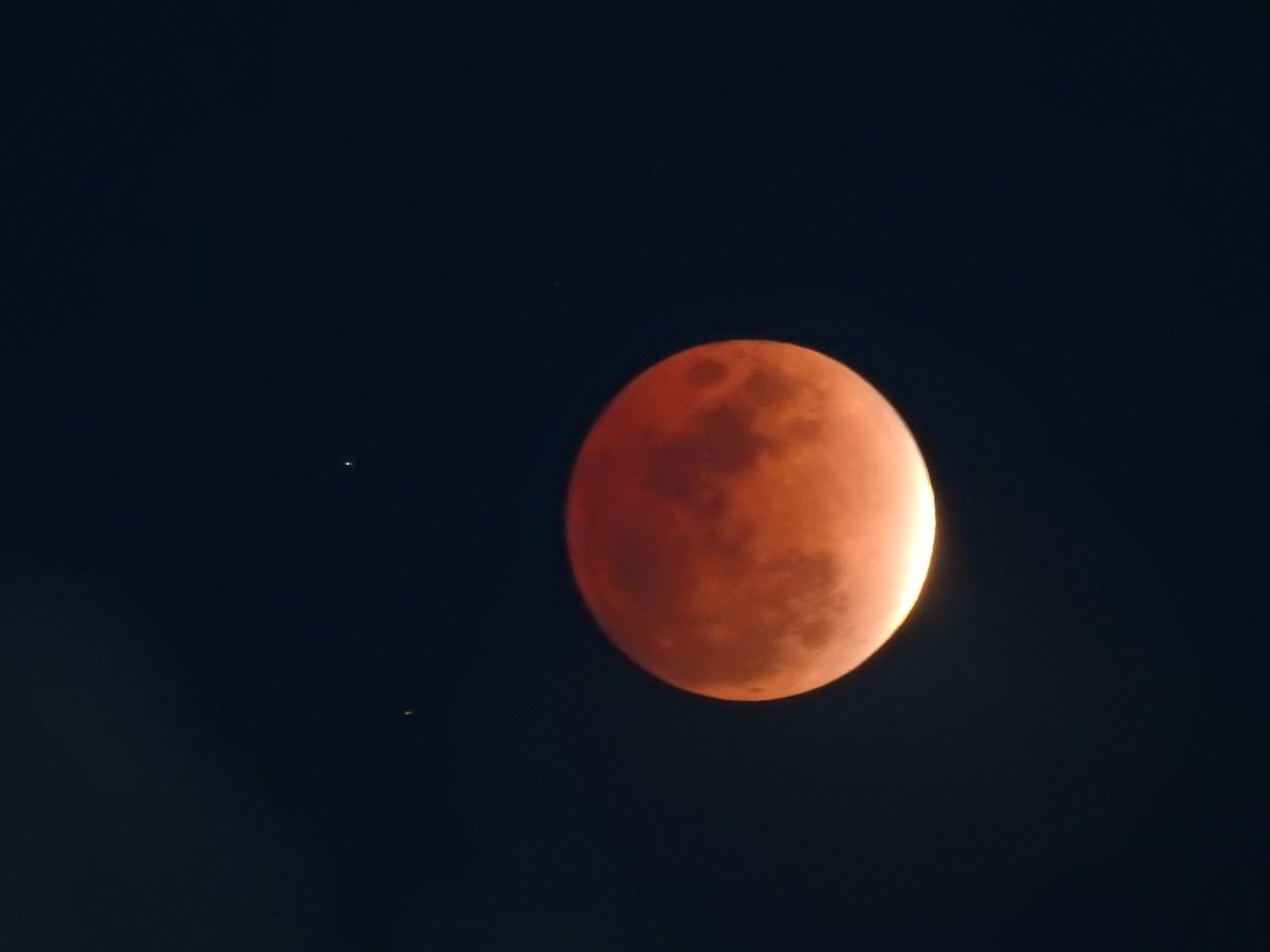
Jayapura, Indonesia, 9:04 UTC (16:04 ICT)
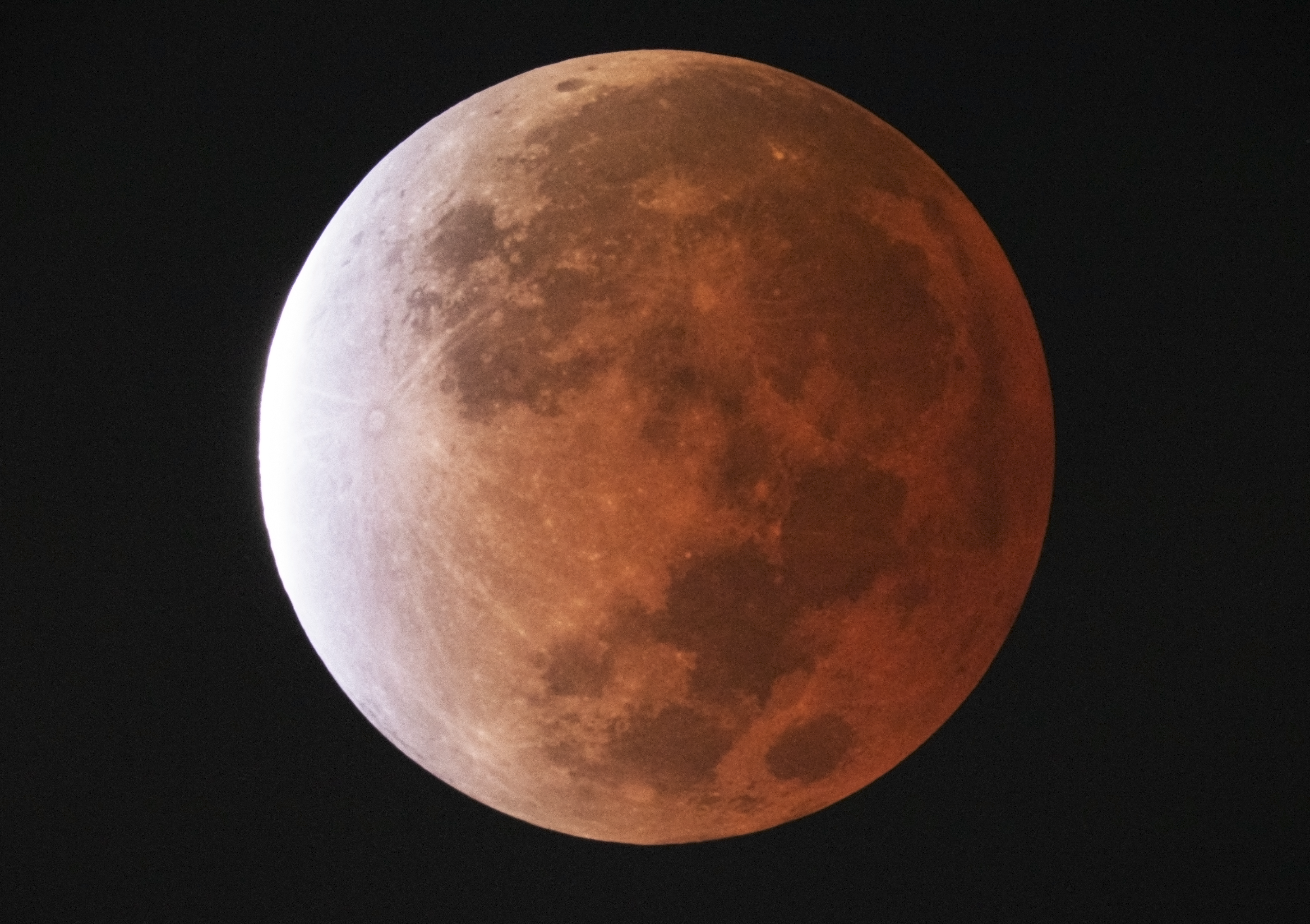
Mexico City, Mexico, 9:08 UTC (16:08 ICT)
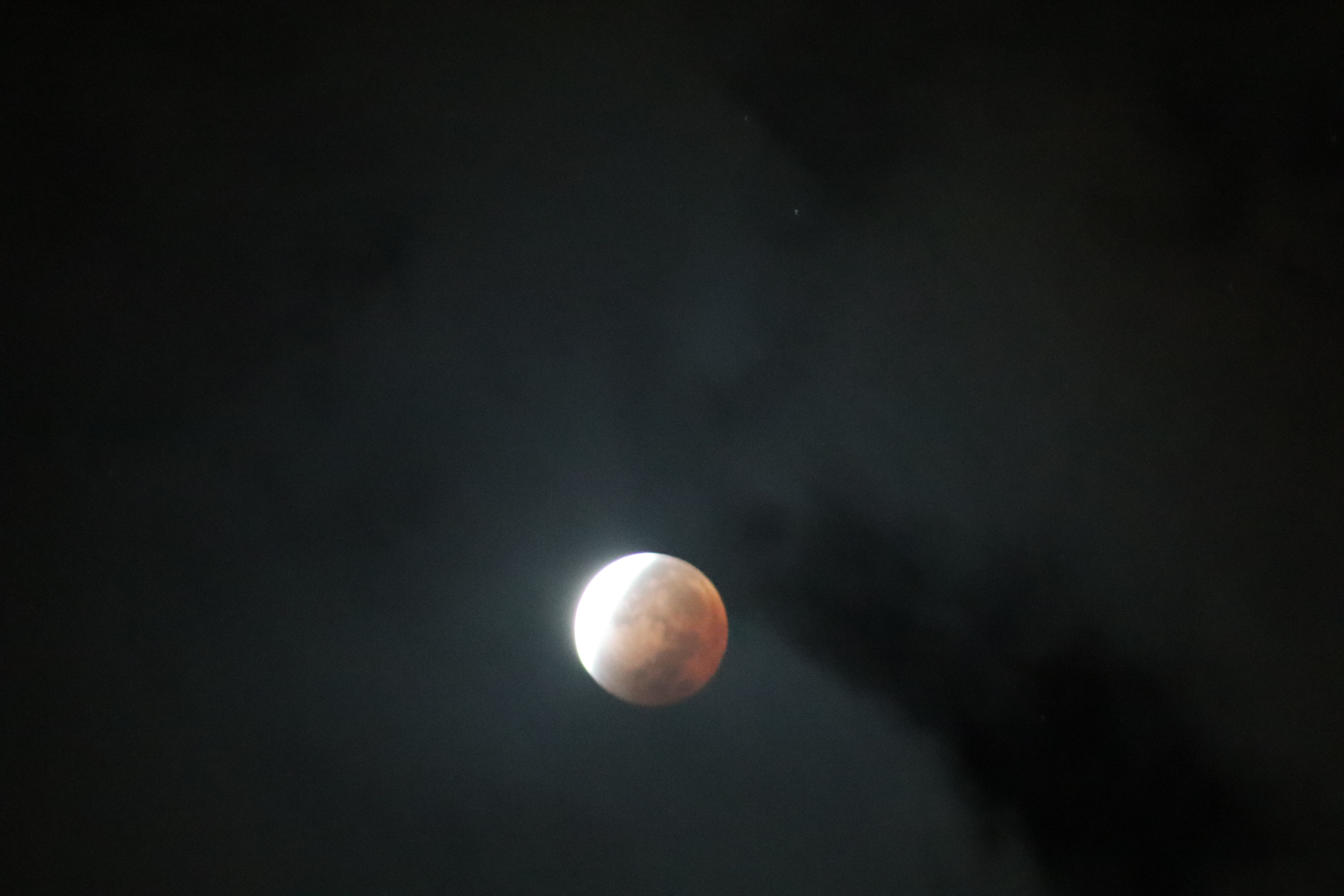
Dayton, Ohio, 9:25 UTC (16:25 ICT)
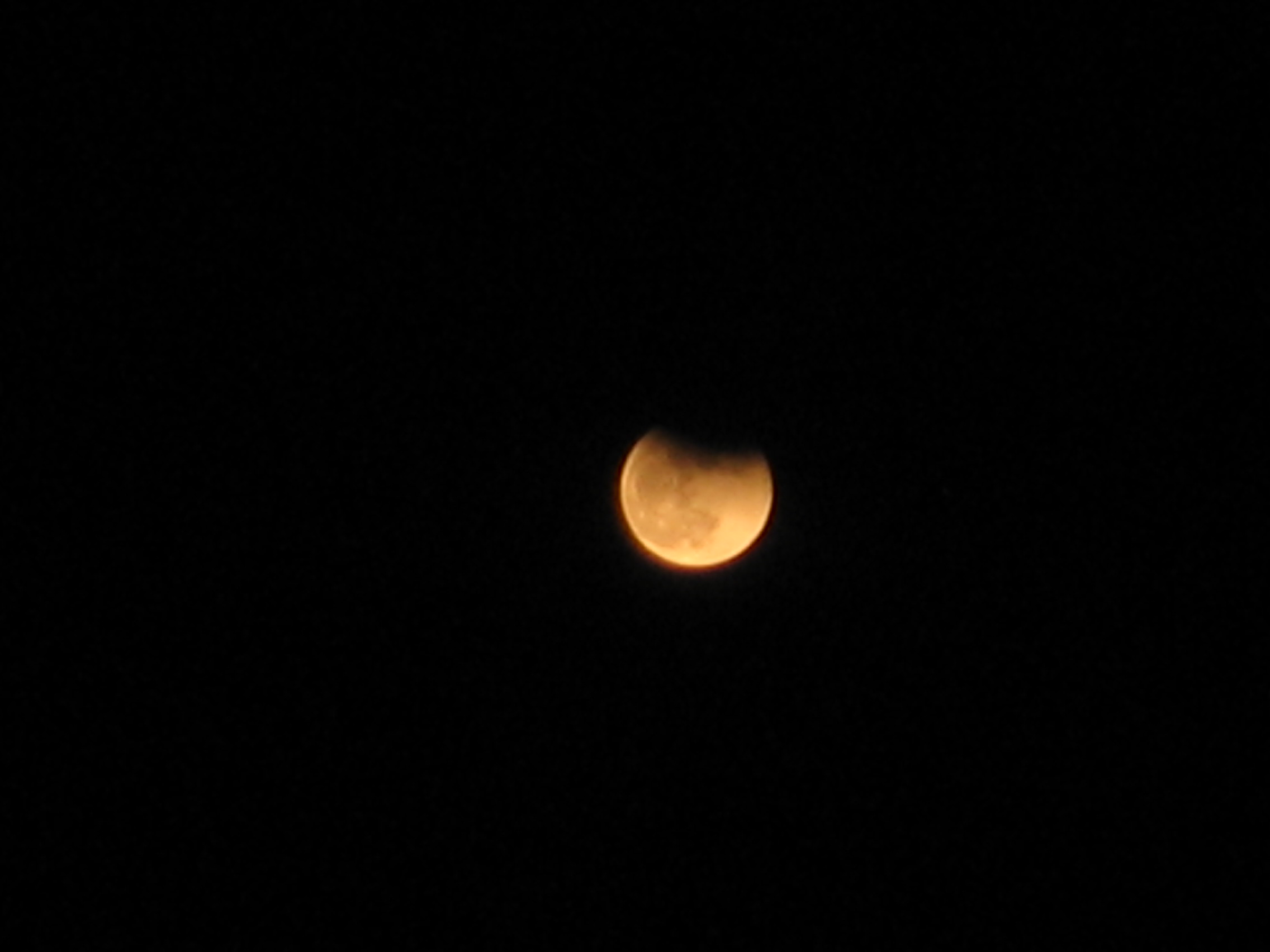
Hefei, Trung Quốc, 10:35 UTC (17:35 ICT)
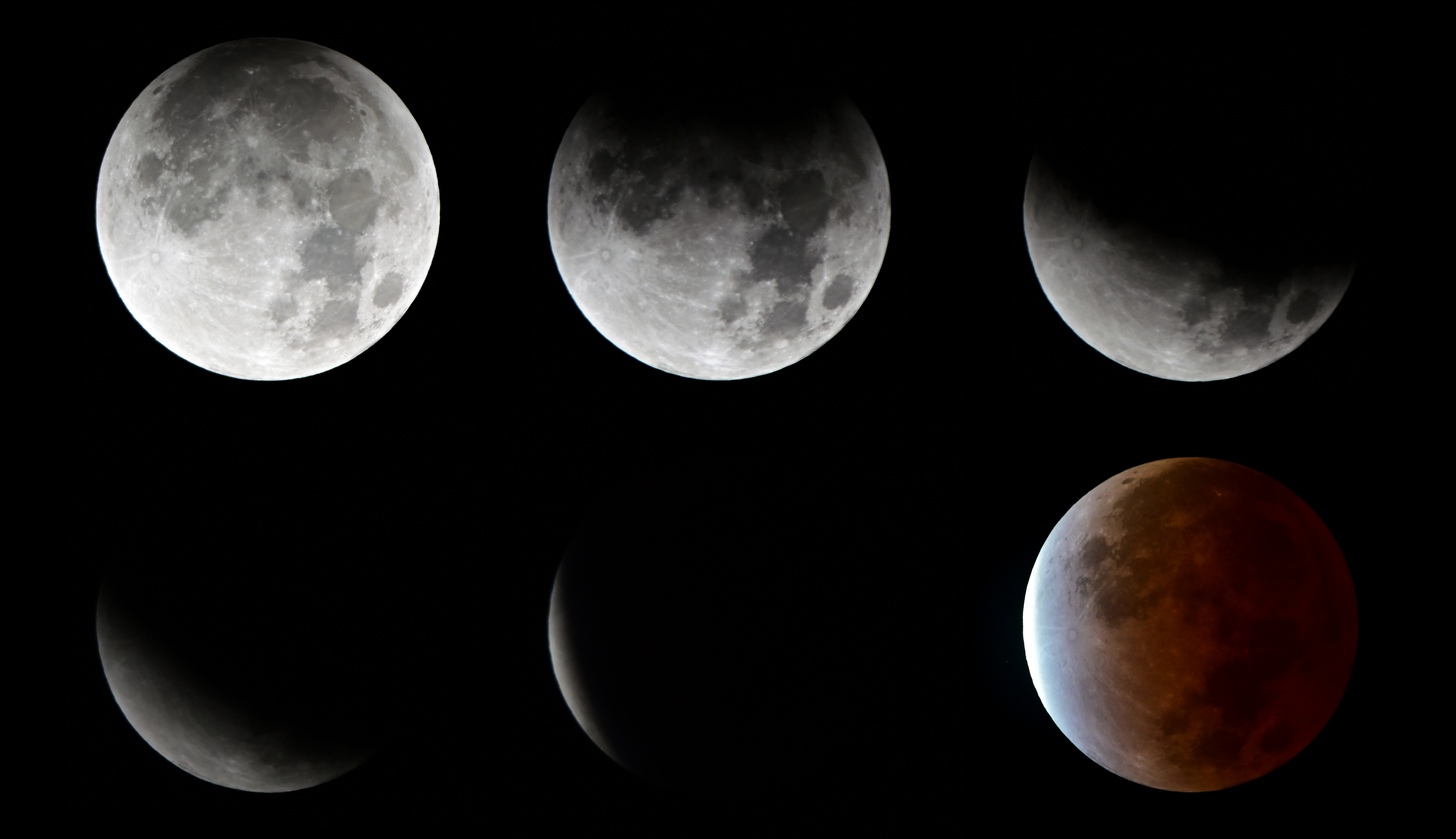
Năm 2021, Hải ly Mặt trăng nguyệt thực được quan sát ở Texas
- Duy Phường, Trung Quốc, 10:31 UTC

## Các liên quan nguyệt thực, nhật thực

### Các lần nguyệt thực, nhật thực khác vào năm 2021
- Nguyệt thực toàn phần vào ngày 26 tháng 5.
- Nhật thực hình khuyên vào ngày 10 tháng 6.
- Nhật thực toàn phần vào ngày 4 tháng 12.

### Các nguyệt thực khác trong năm
| Các nguyệt thực diễn ra từ năm 2020–2023 | Các nguyệt thực diễn ra từ năm 2020–2023 | Các nguyệt thực diễn ra từ năm 2020–2023 | Các nguyệt thực diễn ra từ năm 2020–2023 | Các nguyệt thực diễn ra từ năm 2020–2023 | Các nguyệt thực diễn ra từ năm 2020–2023 | Các nguyệt thực diễn ra từ năm 2020–2023 | Các nguyệt thực diễn ra từ năm 2020–2023 | Các nguyệt thực diễn ra từ năm 2020–2023 |
| ---------------------------------------- | ---------------------------------------- | ---------------------------------------- | ---------------------------------------- | ---------------------------------------- | ---------------------------------------- | ---------------------------------------- | ---------------------------------------- | ---------------------------------------- |
| Nút giảm dần                             | Nút giảm dần                             | Nút giảm dần                             | Nút giảm dần                             |                                          | Nút tăng dần                             | Nút tăng dần                             | Nút tăng dần                             | Nút tăng dần                             |
| Saros                                    | Ngày                                     | Quan sát nguyệt thực                     | Gamma                                    | Saros                                    | Ngày                                     | Quan sát nguyệt thực                     | Gamma                                    |                                          |
| 111                                      | 5 tháng 6, 2020                          | Nửa tối                                  | 1.24063                                  | 116                                      | 30 tháng 11, 2020                        | Nửa tối                                  | -1.13094                                 |                                          |
| 121                                      | 26 tháng 5, 2021                         | Toàn phần                                | 0.47741                                  | 126                                      | 19 tháng 11, 2021                        | Một phần                                 | -0.45525                                 |                                          |
| 131                                      | 16 tháng 5, 2022                         | Toàn phần                                | -0.25324                                 | 136                                      | 08 tháng 11, 2022                        | Toàn phần                                | 0.25703                                  |                                          |
| 141                                      | 05 tháng 5, 2023                         | Nửa tối                                  | -1.03495                                 | 146                                      | 28 tháng 10, 2023                        | Một phần                                 | 0.94716                                  |                                          |
|                                          |                                          |                                          |                                          |                                          |                                          |                                          |                                          |                                          |
| Lần trước                                | 05 tháng 6, 2020                         | 05 tháng 6, 2020                         | 05 tháng 6, 2020                         | Lần trước                                | 10 tháng 1, 2020                         | 10 tháng 1, 2020                         | 10 tháng 1, 2020                         |                                          |
|                                          |                                          |                                          |                                          |                                          |                                          |                                          |                                          |                                          |
| Kế tiếp                                  | 25 tháng 3, 2024                         | 25 tháng 3, 2024                         | 25 tháng 3, 2024                         | Kế tiếp                                  | 18 tháng 9, 2024                         | 18 tháng 9, 2024                         | 18 tháng 9, 2024                         |                                          |

### Chu kỳ nhật thực Saros 133
| 13 tháng 11, 2012 | 25 tháng 11, 2030 |
| ----------------- | ----------------- |
|                   |                   |

Nhật thực sẽ có trước và sau nhật thực là 9 năm 5,5 ngày (một nửa Saros). Lần nguyệt thực này có liên quan đến hai lần nhật thực toàn phần của chu kỳ Saros 133.